# Числа Леонардо
Числа Леонардо — последовательность чисел, задаваемая зависимостью:
{\displaystyle L(n):={\begin{cases}1&{\text{если }}n=0;\\1&{\text{если }}n=1;\\L(n-1)+L(n-2)+1&{\text{если }}n>1.\\\end{cases}}}
Эдсгер Дейкстра использовал их как составную часть своего алгоритма плавной сортировки, и изучил их некоторые особенности.

## Взаимосвязь с числами Фибоначчи
Числа Леонардо связаны с числами Фибоначчи через формулу{\displaystyle L(n)=2F(n+1)-1,n\geqslant 0}.
Из этой формулы прямо следует выражение для чисел Леонардо, аналогичное формуле Бине для чисел Фибоначчи:
{\displaystyle L(n)=2{\frac {\varphi ^{n+1}-(1-\varphi )^{n+1}}{\varphi -(1-\varphi )}}-1={\frac {2}{\sqrt {5}}}\left(\varphi ^{n+1}-(1-\varphi )^{n+1}\right)-1}
где {\displaystyle \varphi =(1+{\sqrt {5}})/2} является золотым сечением, и кроме того {\displaystyle \varphi } и {\displaystyle 1-\varphi =(1-{\sqrt {5}})/2} являются корнями квадратного уравнения {\displaystyle x^{2}-x-1=0.}
Первые двадцать членов последовательности чисел Леонардо таковы:
1, 1, 3, 5, 9, 15, 25, 41, 67, 109, 177, 287, 465, 753, 1219, 1973, 3193, 5167, 8361, 13529 —
последовательность A001595 в OEIS
Отношение соседних чисел Леонардо, так же, как и соседних чисел Фибоначчи, стремится к золотому сечению.